# Funzione antiolomorfa
In matematica, le funzioni antiolomorfe (chiamate anche funzioni antianalitiche) sono una famiglia di funzioni strettamente collegate alle funzioni olomorfe ma distinte da quest'ultime.
Una funzione {\displaystyle f} definita in un insieme aperto {\displaystyle A} nel piano complesso è detta antiolomorfa se è derivabile in senso reale (vale a dire, se {\displaystyle \Re (f)} e {\displaystyle \Im (f)} sono funzioni reali derivabili) e la sua derivata rispetto a {\displaystyle z} è identicamente nulla in {\displaystyle A}.
Questa definizione si contrappone ad una delle definizioni equivalenti di funzione olomorfa, dove viene richiesto che {\displaystyle f} sia derivabile in senso reale e la sua derivata rispetto a {\displaystyle {\bar {z}}} sia nulla.
Dalla relazione {\displaystyle {\frac {\overline {\partial f}}{\partial z}}={\frac {\partial {\bar {f}}}{\partial {\bar {z}}}}} segue che {\displaystyle f} è antiolomorfa se e solo se {\displaystyle {\bar {f}}} è olomorfa.
Osserviamo che se {\displaystyle g(z)} è una funzione olomorfa in un insieme aperto {\displaystyle D}, allora {\displaystyle f(z):=g({\bar {z}})} è una funzione antiolomorfa in {\displaystyle {\bar {D}}}, dove {\displaystyle {\bar {D}}} è la riflessione rispetto all'asse x dell'insieme {\displaystyle D}; in altre parole, {\displaystyle {\bar {D}}} è l'insieme dei complessi coniugati degli elementi di {\displaystyle D}. Quindi ogni funzione antiolomorfa può essere ottenuta in questo modo partendo da una funzione olomorfa. Ciò implica che una funzione è antiolomorfa se e solo se può essere espansa in serie di potenze nella variabile {\displaystyle {\bar {z}}} in un intorno di ogni punto del suo dominio.
Se una funzione è sia olomorfa che antiolomorfa allora è costante in ogni componente connessa del suo dominio. 
Per definizione, una funzione che dipenda sia da {\displaystyle z} che da {\displaystyle {\bar {z}}} non può essere olomorfa né antiolomorfa.